# Bombardování univerzitní nemocnice v Aleppu (2024)
Dne 1. prosince 2024 Rusko provedlo nálet na nemocnici univerzity v syrském městě Aleppo, při kterém zahynulo 12 lidí a 23 bylo zraněno. Mezi oběťmi byli dva novináři.